# Hieracium plumbeum
Hieracium plumbeum — вид квіткових рослин з родини айстрових (Asteraceae). Вид зростає в Європі: Данія, Норвегія, Швеція, Фінляндія, Польща, Румунія, Естонія, Латвія, північноєвропейська Росія; це багаторічна рослина помірних біомів.